# Wolf Matthias Mang
Wolf Matthias Mang (* 4. September 1957 in München) ist ein deutscher Unternehmer, Aufsichtsratsvorsitzender der Oechsler AG und Geschäftsführer der Arno Arnold GmbH. Außerdem ist er Vorstandsvorsitzender des Verbands der Metall- und Elektro-Unternehmen Hessen e. V. (Hessenmetall) und Präsident der Vereinigung der hessischen Unternehmerverbände e. V. (VhU).

## Leben
Wolf Matthias Mang wuchs in Baden-Baden und in Salem am Bodensee auf. Dort machte er 1977 Abitur. Es folgte eine Ausbildung zum Bankkaufmann in München. Von 1979 bis 1984 studierte Mang Betriebswirtschaft an der Ludwig-Maximilians-Universität München und schloss das Studium als Diplom-Kaufmann ab.
1984 übernahm er gemeinsam mit seiner Frau Simone Weinmann-Mang die Geschäftsführung der Arno Arnold GmbH. Das Unternehmen mit Sitz in Obertshausen versteht sich als internationaler Ansprechpartner in Sachen Schutz- und Sicherheitssysteme. Im Jahr 1864 gegründet, befindet es sich in der mittlerweile sechsten Generation im Familienbesitz.
1983 wurde er in den Gesellschafterausschuss des Familienunternehmens Matthias Oechsler GmbH und Co KG berufen, dessen Vorsitz er 1995 übernahm. Maßgeblich trieb er die Umwandlung in die Oechsler AG, deren Aufsichtsratsvorsitzender er seit 2000 ist, und die sich daran anschließende Internationalisierung voran. 
Mang ist römisch-katholisch, seit 1984 verheiratet und hat zwei Kinder.

## Verbandspolitische Tätigkeiten
Mang hat unter anderem folgende Ehrenämter inne:
- seit 2013: Vizepräsident von Gesamtmetall (Gesamtverband der Arbeitgeberverbände der Metall- und Elektro-Industrie e.V.)
- seit 2013: Vorsitzender Bildungswerk Hessenmetall e. V., Bildungshaus Bad Nauheim
- seit 2013: Vorstandsvorsitzender des Arbeitgeberverbands Hessenmetall (Verband der Metall- und Elektro-Unternehmen Hessen e. V), davor seit 2011 Vorstandsmitglied
- seit 2014: Präsident der Vereinigung der hessischen Unternehmerverbände e. V. (VhU), davor seit 2012 Präsidiumsmitglied und seit 2013 Vizepräsident
- seit 2014: Präsidiumsmitglied der Bundesvereinigung der Deutschen Arbeitgeberverbände (BDA)
- seit 2014: Vizepräsident und Schatzmeister des Instituts der deutschen Wirtschaft Köln (IW)
- von 2008 bis 2024: 1. Vizepräsident der IHK Offenbach, davor seit 1997 Mitglied der Vollversammlung

## Auszeichnungen
Für seine besonderen Leistungen für das Gemeinwesen wurde Wolf Matthias Mang 2021 mit dem Verdienstkreuz 1. Klasse des Verdienstordens der Bundesrepublik Deutschland ausgezeichnet. Das Bundesverdienstkreuz wurde vom hessischen Ministerpräsidenten Volker Bouffier überreicht.